# Carlos Salinas de Gortari

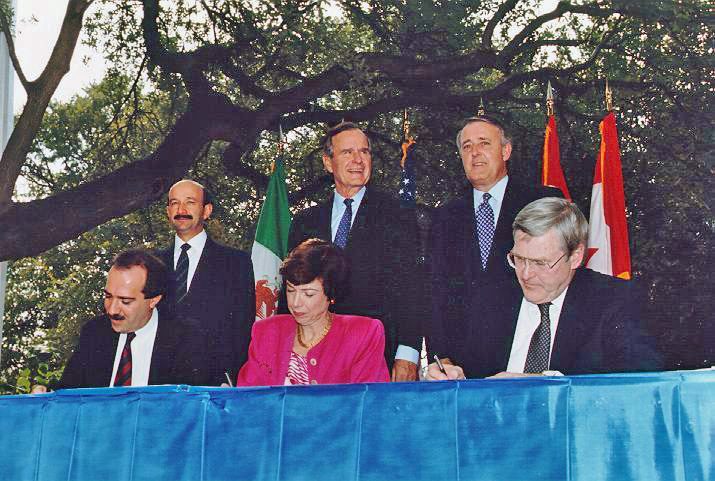
Carlos Salinas de Gortari
(stoi pierwszy z lewej)

Carlos Salinas de Gortari (ur. 3 kwietnia 1948 w Meksyku) – meksykański ekonomista i polityk, prezydent Meksyku w latach 1988-1994.

## Kariera polityczna przed wyborem na prezydenta
Syn senatora, wstąpił do Partii Rewolucyjno-Instytucjonalnej w roku 1966. Studiował ekonomię na Narodowym Uniwersytecie Autonomicznym w mieście Meksyk, a także ekonomię polityczną na Harvard University, gdzie w 1978 r. uzyskał stopień doktora. Od 1971 r. praktycznie bez przerwy awansował na kolejne stanowiska w administracji rządowej, w czym wspierał go Miguel de la Madrid będący jednym z jego wykładowców w czasie studiów. Kiedy Madrid został prezydentem, mianował Gortariego na ministra odpowiedzialnego za planowanie strategiczne i budżet. Stanowisko to piastował do 1987 r.

## Wybory w 1988 r. i prezydentura
W 1988 r. de la Madrid wyznaczył Salinasa na kandydata z ramienia PRI w zbliżających się wyborach prezydenckich. Z ramienia PRI na prezydenta kandydował też Cuauhtémoc Cárdenas Solórzano, syn Lázaro Cárdenasa, prezydenta w latach 1934–1940.	
Salinas oficjalnie wygrał wybory prezydenckie z 6 lipca 1988 r., uzyskując 50,48% poparcia (przez 60 lat kandydat PRI nie zdobył w wyborach mniej niż 70% głosów), jednak opozycja oskarżyła go o fałszerstwa wyborcze. Oficjalne wyniki wyborów są uznawane za kontrowersyjne, a ich okoliczności nie do końca są jasne.
Salinas, mimo że wygrał w niezbyt jasnych okolicznościach, okazał się zręcznym politykiem. Dzięki poparciu dla wolnego handlu z USA i eksportu zdołał poprawić sytuację gospodarczą kraju, zmniejszył też znacząco galopującą inflację. Sprzedał setki firm państwowych, a uzyskane stąd dochody przeznaczył na rozbudowę infrastruktury i wydatki socjalne. Otworzył gospodarkę Meksyku na inwestorów zagranicznych. Pozwolił też, po raz pierwszy od nacjonalizacji przemysłu naftowego w 1938 r., na wydobycie ropy amerykańskim koncernom naftowym. W latach 1991–1992 uczestniczył w negocjacjach z USA i Kanadą w sprawie utworzenia Północnoamerykańskiego Porozumienia Wolnego Handlu (NAFTA).
U schyłku prezydentury Salinasa, 1 stycznia 1994 r. wybuchło powstanie w stanie Chiapas, wywołane przez Zapatystowską Armię Wyzwolenia Narodowego, która żądała od prezydenta przeprowadzenia reform politycznych i gospodarczych. Zajęła ona cztery miasta w południowym Meksyku, jednak wkrótce armia federalna odzyskała większość terenu i doszło do podpisania zawieszenia broni pomiędzy rebeliantami a rządem.
Po wyborach prezydenckich w dniu 21 sierpnia 1994 r. Salinas został zastąpiony na stanowisku przez Ernesta Zedilla – również wywodzącego się z PRI.

## Kontrowersje
Po opuszczeniu urzędu w 1994 r. odleciał na Kubę, a następnie mieszkał w Wielkiej Brytanii i Irlandii.
W 1995 roku brata Salinasa - Raúl został oskarżony przez prokuraturę o zaaranżowanie zabójstwa wysoko postawionego działacza PRI, José Francisco Ruiza Massieu, a prywatnie swojego szwagra, który miał dysponować zbyt dużą wiedzą o nielegalnym finansowaniu brata byłego prezydenta. Raúl Salinas został uznany za winnego w styczniu 1999 roku, co w połączeniu z ujawnieniem transferów na szwajcarskie konta kilkuset milionów dolarów pochodzących z wątpliwych źródeł wpłynęło bardzo niekorzystnie na reputację PRI. Raúl Salinas wyszedł z więzienia w 2005 roku.
W 2004 roku najmłodszy z braci Salinas - Enrique, został zamordowany w Huixquilucan. Okoliczności tego zdarzenia do dziś pozostają niejasne.